# مايك فوغل
مايك فوغل (بالإنجليزية: Mike Vogel)‏ مواليد 17 يوليو 1979 في بنسيلفانيا، الولايات المتحدة، هو ممثل وعارض أزياء أمريكي بدأ مسيرته الفنية عام 2001. اشتهر لأداءه لدور كايل «باربي» باربرا في مسلسل الخيال العلمي والدراما تحت القبّة.

## الأعمال
- 2008: كلوفرفيلد
- 2013: تحت القبة

## وصلات خارجية
- الموقع الإلكتروني
- مايك فوغل على موقع IMDb (الإنجليزية)
- مايك فوغل على موقع روتن توميتوز (الإنجليزية)
- مايك فوغل على موقع قاعدة بيانات الأفلام العربية
- مايك فوغل على موقع ألو سيني (الفرنسية)
- مايك فوغل على موقع تيرنر كلاسيك موفيز (الإنجليزية)
- مايك فوغل على موقع أول موفي (الإنجليزية)
- مايك فوغل على موقع بوكس أوفيس موجو (الإنجليزية)
- مايك فوغل على موقع قاعدة بيانات الأفلام السويدية (السويدية)
- مايك فوغل على موقع إن إن دي بي (الإنجليزية)
- مايك فوغل على موقع ديسكوغز (الإنجليزية)